# Fiji International 2004
Die Fiji International 2004 im Badminton fanden vom 9. bis zum 11. Oktober 2004 in Suva statt.

## Sieger und Platzierte
| Disziplin    | Gold                      | Silber                       | Bronze                            |
| ------------ | ------------------------- | ---------------------------- | --------------------------------- |
| Herreneinzel | John Moody                | Burty Molia                  | Barry Stevens                     |
| Herreneinzel | John Moody                | Burty Molia                  | Filivai Molia                     |
| Dameneinzel  | Karyn Whiteside           | Jolee Stewart                | Lynne Scutt                       |
| Dameneinzel  | Karyn Whiteside           | Jolee Stewart                | Alissa Dean                       |
| Herrendoppel | John Moody Mark Robertson | Damien Ah Sam Burty Molia    | Ahmed Ali Filivai Molia           |
| Herrendoppel | John Moody Mark Robertson | Damien Ah Sam Burty Molia    | Blair Rutherford Barry Stevens    |
| Damendoppel  | Jolee Stewart Lynne Scutt | Karyn Whiteside              | Fidschi Fidschi                   |
| Damendoppel  | Jolee Stewart Lynne Scutt | Karyn Whiteside              | Fidschi Fidschi                   |
| Mixed        | John Moody Lynne Scutt    | Mark Robertson Jolee Stewart | Blair Rutherford Josifini Tuivaga |
| Mixed        | John Moody Lynne Scutt    | Mark Robertson Jolee Stewart | Burty Molia Karyn Whiteside       |